# Carl Austin-Behan
Carl Jason Austin-Behan OBE (sinh năm 1972) là một cựu chính khách và nhà hoạt động cộng đồng người Anh hiện đang làm cố vấn LGBT cho Thị trưởng thành phố Greater Manchester. Ông từng là Quý ngài Thị trưởng thành phố Manchester từ tháng 5 năm 2016 đến tháng 5 năm 2017, là Quý ngài Thị trưởng đồng tính công khai đầu tiên. Ông là ủy viên hội đồng Lao động cho Burnage từ 2011 đến 2018.
Ông phục vụ trong RAF từ tháng 4 năm 1991 đến tháng 10 năm 1997 và năm 2001, ở tuổi 29, ông đã giành được Mr Gay UK.

## Tuổi thơ và giáo dục
Austin-Behan sinh ra ở phía bắc Manchester và lớn lên ở Crumpsall.

## Đời tư
Austin-Behan kết hôn với người bạn đời 12 năm, Simon Behan vào tháng 12 năm 2015. Vào tháng 5 năm 2016, Metro đã báo cáo rằng cặp vợ chồng đang trong quá trình nhận nuôi một đứa trẻ.